# 4 Tage bis zur Ewigkeit
4 Tage bis zur Ewigkeit ist ein Mystery-Drama von Simon Pilarski und Konstantin Korenchuck. Der Film ist von der Sage um die im Mittelrheintal verschwundene Idilia Dubb inspiriert und kam im April 2023 in die deutschen Kinos.

## Handlung
Deutschland im 19. Jahrhundert im Mittelrheintal. Die 17-jährige Idilia wacht schwer verletzt inmitten einer düsteren Burgruine auf und kann sich nicht daran erinnern, wie sie dorthin gekommen ist. Entsetzt stellt sie fest, dass es kein Entkommen gibt. Nur wenige Tage bleiben ihr, bevor der Mangel an Wasser sie übermannen wird. Nur ihr Tagebuch kann ihr dabei helfen, ihre Vergangenheit zu entschlüsseln und nimmt ihr ein wenig die Angst, doch die Eintragungen sind nebulös formuliert.

## Hintergrund
Die 17-jährige Idilia Dubb aus Edinburgh soll im Jahr 1851 auf einem der Türme der Burg Lahneck verdurstet sein. Erst zwölf Jahre später fand man ihre sterblichen Überreste zusammen mit ihrem Tagebuch in der Burgruine Lahneck bei Koblenz. Laut ihrer handschriftlichen Aufzeichnungen war sie in die Ruine gestürzt, schaffte es aber trotz ihres viertägigen Überlebenskampfes nicht, sich zu befreien. Aller Wahrscheinlichkeit nach handelt es sich bei der Geschichte jedoch um eine literarische Erfindung, die in den Zusammenhang der literarischen Rheinromantik gehört, und nicht um ein tatsächliches Ereignis.

## Produktion
Regie führten Simon Pilarski und Konstantin Korenchuck, die auch das Drehbuch schrieben und den Filmschnitt übernahmen. Es handelt sich bei 4 Tage bis zur Ewigkeit um ihr Langfilmdebüt.

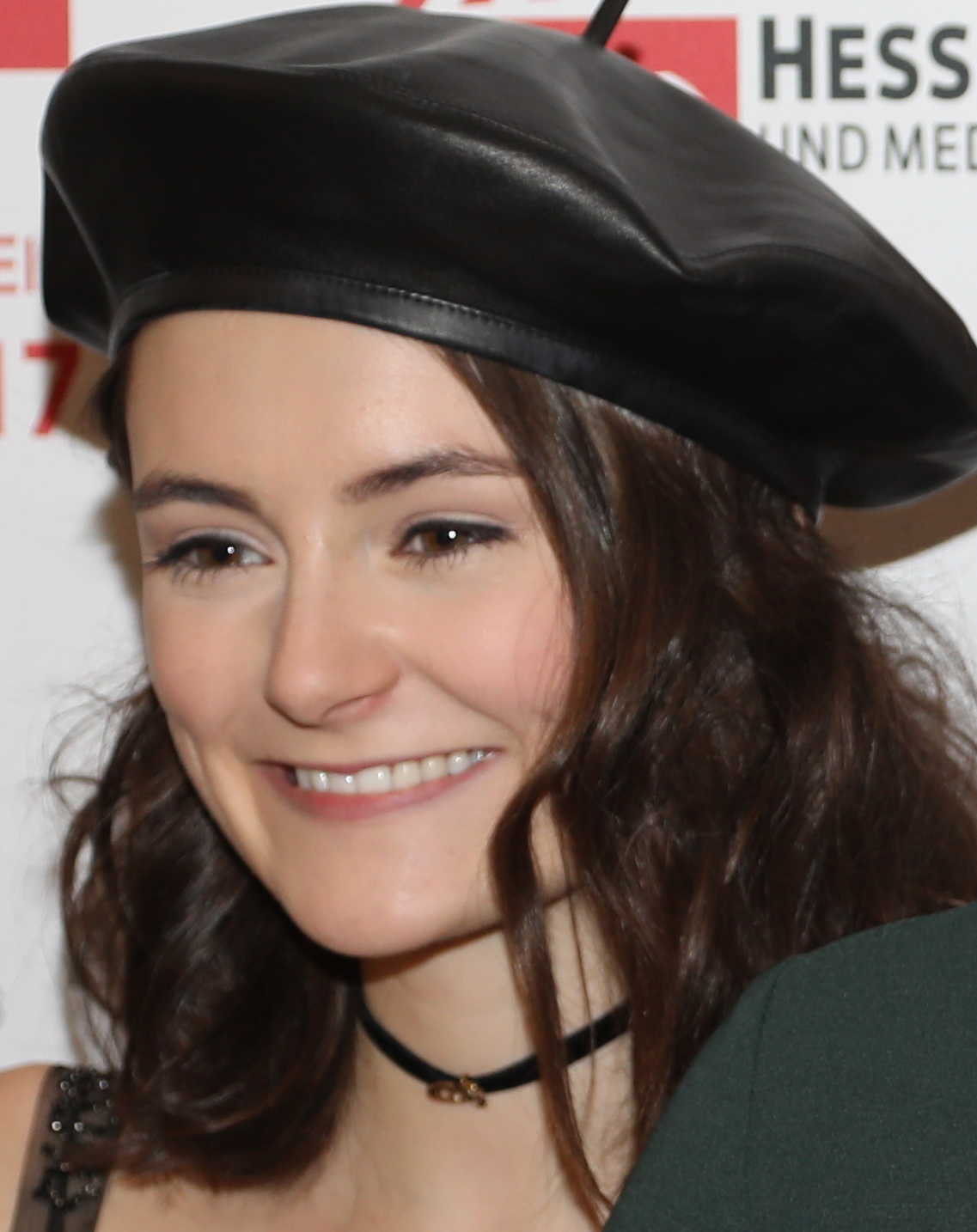
Lea van Acken spielt Idilia

Lea van Acken spielt die 17-jährige Idilia. Eric Kabongo spielt deren heimliche Romanze Caven, ein abessinischer Schausteller, der für Idilias Verlobten Franz Hagerberg, gespielt von André M. Hennicke, auf dessen Völkerschau arbeiten muss. In weiteren Rollen sind Carsten Strauch als Assistent Wagner, Dieter Rupp als Assistent Rupp, Reiner Wagner als ein Reporter und Deryl Kenfack als Djimon zu sehen.
Die Dreharbeiten fanden zu einem Großteil am Felsenmeer in Reichenbach und im Staatspark Fürstenlager in Bensheim statt. Weitere Drehorte waren das Brentanohaus in Oestrich-Winkel und der Bergpark in Kassel-Wilhelmshöhe. Als Kameramann fungierte Christian Munteanu.
Die Premiere erfolgte am 10. Februar 2022 beim Paris International Film Festival. Die Deutschlandpremiere fand Mitte April 2023 in Heppenheim statt. Am 27. April 2023 kam der Film in die deutschen Kinos.

## Altersfreigabe
In Deutschland wurde der Film von der FSK ab 16 Jahren freigegeben. In der Begründung heißt es, die romantische Geschichte einer verbotenen Liebe werde mit zahlreichen Rückblenden erzählt, wobei Realität und Fantasie zunehmend verschwimmen. In diesem Kontext könnten die Darstellung einer versuchten Vergewaltigung, drastische Bilder von Verletzungen und zurückhaltend inszenierte Sexszenen sowie ein abgebrochener Suizidversuch junge Zuschauer herausfordern. Wegen des historischen und legendenhaften Settings könnten sich Jugendliche ab 16 Jahren jedoch ausreichend distanzieren und die Themen des Films eigenständig reflektieren.